# Instituto de Educación Superior Pedagógico Público Bilingüe
El Instituto de Educación Superior Pedagógico Público Bilingüe (IESPP) es una institución educativa creada en 1952 para la formación de docentes bilingües, principalmente indígenas, en educación básica inicial y primaria en la amazonía peruana. Se ubica en el distrito de Yarinacocha, provincia de Coronel Portillo en la región de Ucayali. Actualmente se ha licenciado y ya lleva el nombre de Escuela de Educación Superior Pedagógica Pública Bilingüe. Siendo el primer pedagógico EIB licenciado en la amazonía.  

## Historia

### Fundación
Fundado en 1952 como Centro de Capacitación para maestros bilingües de la selva, como resultado de un convenio entre el Ministerio de Educación del Perú y el Instituto Lingüístico de Verano (EE. UU.). Siendo presidente de la República Manuel Alberto Odría y ministro de Educación el general Juan Mendoza Rodríguez se publica la Resolución Suprema N.º 909 del 28 de noviembre de 1952.
A través de esta alianza se buscó implementar el Primer curso de Capacitación para Nativos de la Selva Peruana, en el que se formarían profesores de comunidades indígenas usando su lengua materna y luego el castellano como segunda lengua. Ese centro de capacitación es ahora el Instituto de Educación Superior Pedagógico Público Bilingüe
Los objetivos del ILV coincidían con los del estado peruano al buscar "integrar a la población indígena a la unidad política de la Nación peruana", es por esto que la institución recibió apoyo por décadas tanto de políticos, militares, empresarios, intelectuales e inclusive indigenistas.
Durante el tiempo que el ILV ofrecía las carreras de educación intercultural no se aceptarían mujeres sino hasta 1965, donde las primeras mujeres ingresarían, bajo ciertas condiciones, en primera instancia ellas tendrían que ser esposas de profesores bilingües o de estudiantes que vayan a convertirse en uno, además no podían acceder al programa de pedagogía en sí, sino más bien a un programa de "economía doméstica" o cuidado del hogar, donde aprendería a leer y a escribir; pero también a coser, cocinar, cuidar la salud de los niños e higiene en general.
En 1953 empezó sus labores con el primer curso de capacitación teniendo como directora a Martha Hildebrandt. En esta primera edición participaron 20 estudiantes de los pueblos awajún, kakataibo, yagua, yanesha y yine. Este fue el inicio de la Educación Bilingüe en el Perú.

### Creación legal
En 1983 el programa de formación de maestros bilingües del ILV se convierte en el Centro de Formación Profesional de Docentes Bilingüe, teniendo como instalaciones las que el ILV tenía en esa zona.
El 27 de marzo de 1985 durante el segundo gobierno de Fernando Belaúnde Terry mediante Decreto Supremo N° 025-85-ED, aprueba la creación de esta importante casa superior de estudios para los pueblos indígenas amazónicos. Funcionando desde entonces en el terreno que fue parte del Instituto Lingüístico de Verano.
El Instituto se encuentra en proceso de licenciarse como institución de educación superior.

## Academia
El instituto combina la formación científica y tecnológica con una gestión estratégica que permite la formación integral, personal, intelectual y social de los futuros maestros.
Oferta educativa en:
- Educación inicial intercultural bilingüe
- Educación primaria intercultural bilingüe

### Innovación educativa intercultural
El instituto ha innovado en cuando a la educación intercultural empleando estrategias de aprendizajes basada en la cultura viva comunitaria de los pueblos indígenas amazónicos, por ejemplo con el uso de cantos shipibo para recuperación del uso de la lengua shipibo en niñas y niños de 5 años.

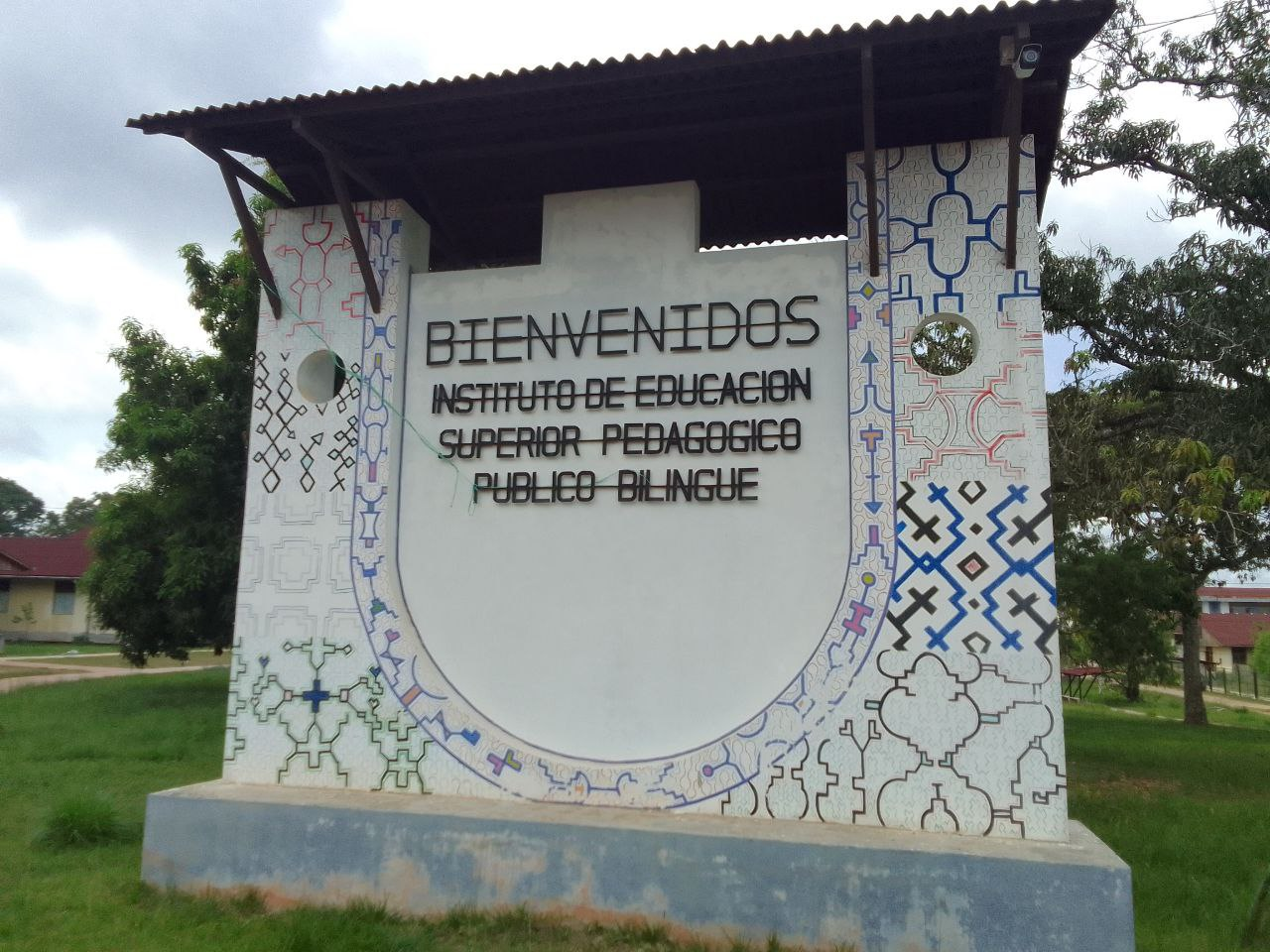
Cartel de bienvenida del Instituto de Educación Superior Pedagógico Público Bilingüe de Yarinacocha
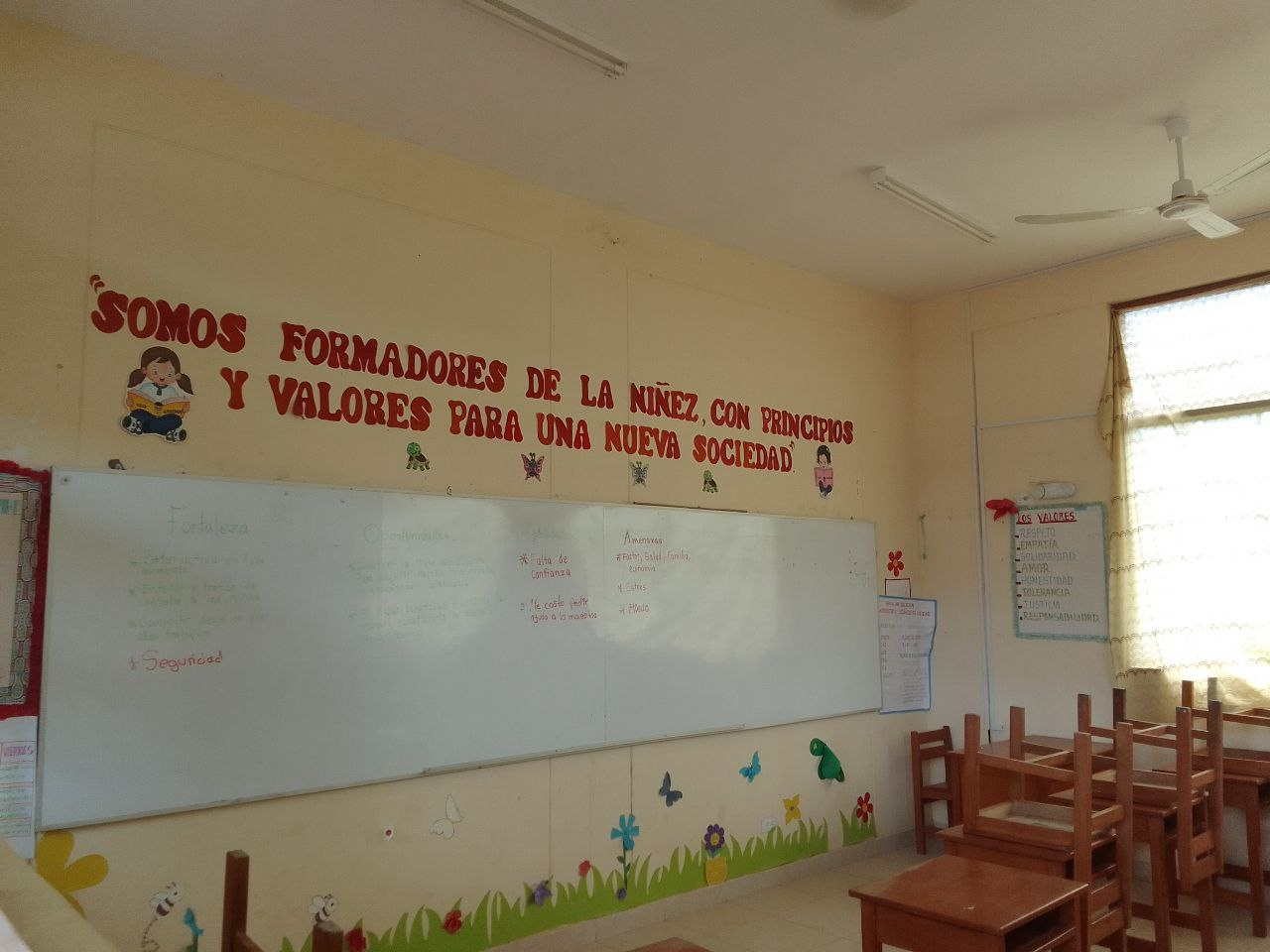
Salón de clases en el Instituto de Educación Superior Pedagógico Público Bilingüe
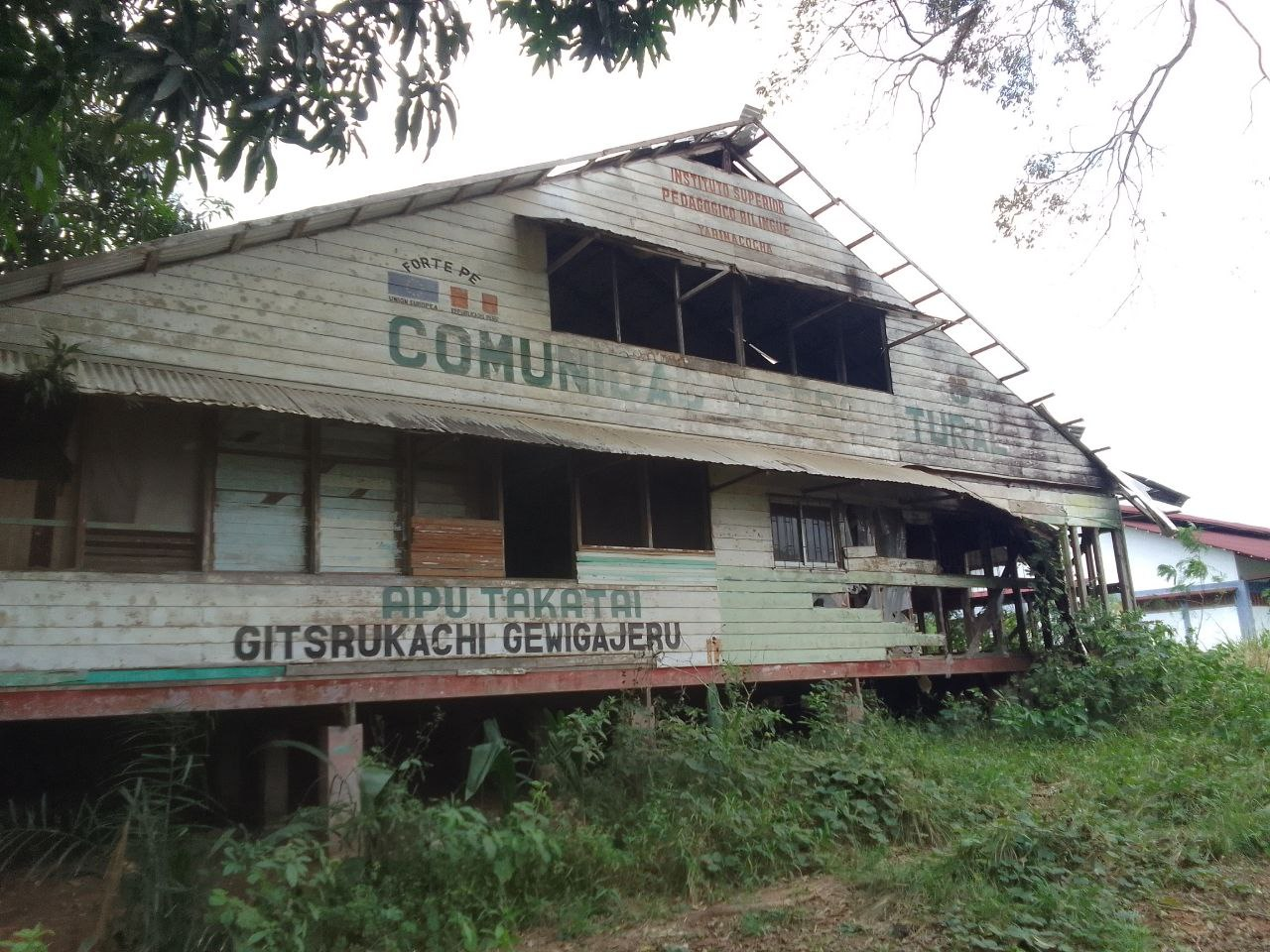
Edificio antiguo en el Instituto de Educación Superior Pedagógico Público Bilingüe de Yarinacocha

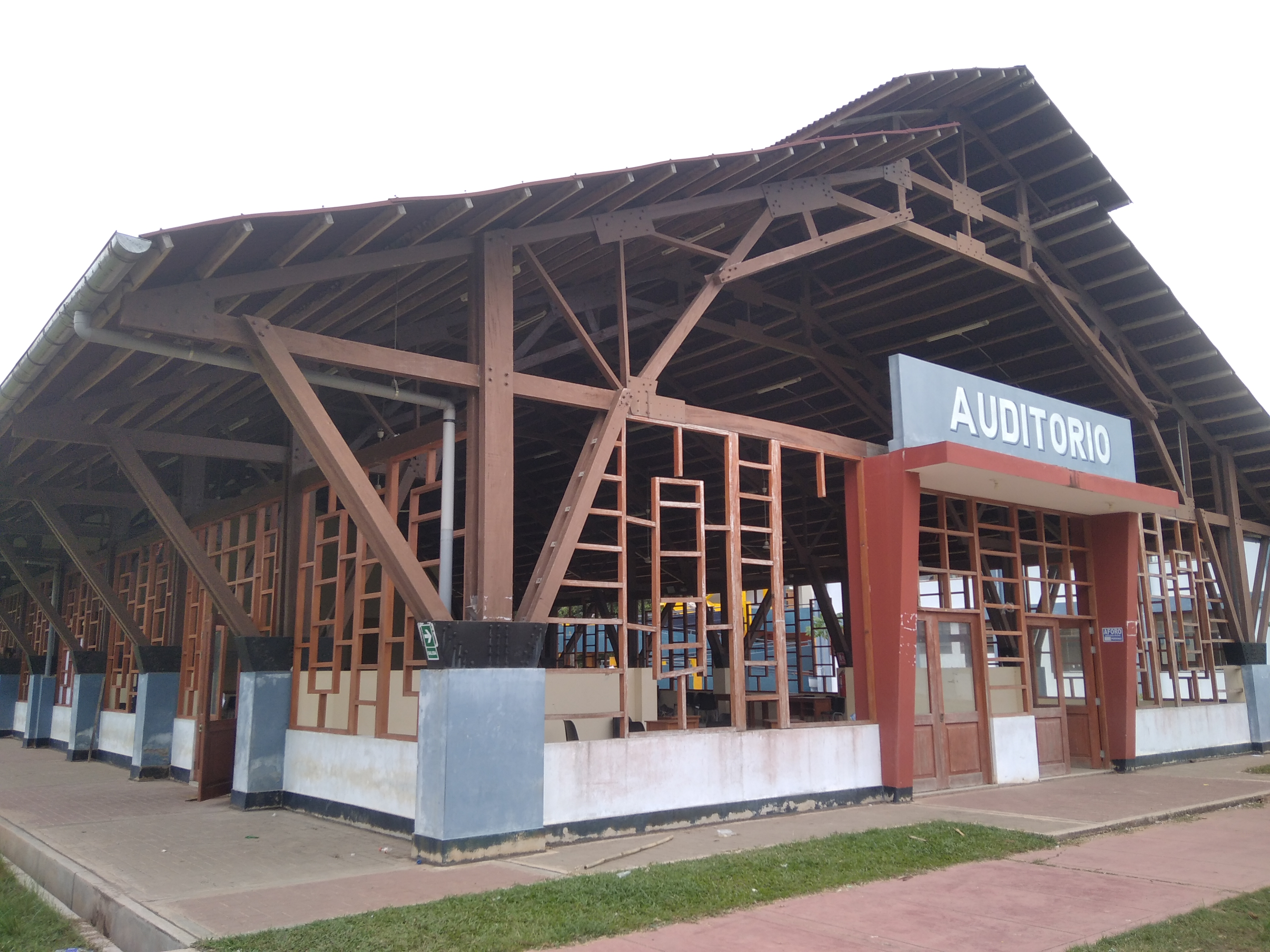
Auditorio del IESPP de Yarinacocha.

## Infraestructura
El instituto cuenta con aulas, comedor, espacios deportivos albergues para los estudiantes entre otras facilidades construidas en 2019.
Cuenta con 17 docentes y 17 administrativos y un promedio de 264 estudiantes entre los años 2016 y 2021, mostrándose que la matrícula de estudiantes no se afectó durante la pandemia por Covid-19 ya que en el ejercicio de admisión 2021-II llegaron a matricularse 372 estudiantes, mayoritariamente mujeres.